# Chenoderus
Chenoderus is een kevergeslacht uit de familie van de boktorren (Cerambycidae). De wetenschappelijke naam van het geslacht werd voor het eerst geldig gepubliceerd in 1859 door Fairmaire & Germain.

## Soorten
Chenoderus omvat de volgende soorten:
- Chenoderus bicolor Fairmaire & Germain, 1861
- Chenoderus testaceus (Blanchard, 1851)
- Chenoderus tricolor (Fairmaire & Germain, 1859)
- Chenoderus venustus Fairmaire & Germain, 1861